# GSC8626-1215
GSC8626-1215 — хімічно пекулярна зоря спектрального класу B2, що має видиму зоряну величину в смузі V приблизно 10,8.